# Wu Cheng’en
Wu Cheng’en (chiń. upr. 吴承恩; chiń. trad. 吳承恩; pinyin Wú Chéng’ēn; Wade-Giles Wu Ch’eng-en; znany też jako Ruzhong, 汝忠; ur. ok. 1500 w Lianshui w prowincji Jiangsu, zm. 1582) – chiński powieściopisarz i poeta z czasów dynastii Ming.

## Życie
Ojciec, Wu Rui, był wykształconym rzemieślnikiem, który musiał zrezygnować ze studiów, by zapewnić byt rodzinie; zaraził jednak syna pasją do literatury i zapewnił mu dobre wykształcenie podstawowe. Wu Cheng’en kilkukrotnie podchodził do egzaminów urzędniczych, ale bez powodzenia; dopiero jako dojrzały mężczyzna dostał się na cesarski Uniwersytet w Nankinie, a następnie pełnił funkcje urzędnicze. Prawdopodobnie rozczarowany stylem uprawianej polityki, zrezygnował z kariery urzędniczej i resztę życia spędził jako ubogi uczony-literat, ceniony za swój talent i kunszt pisarski.
Jest uznawany za autora Wędrówki na Zachód (Xiyouji), jednej z czterech klasycznych powieści chińskich. Literatura w języku potocznym była uważana za mało wartościową i niegodną prawdziwego uczonego, była jednak niezmiernie popularna wśród ówczesnej chińskiej "klasy średniej": stosunkowo zamożnych i wykształconych mieszkańców miast. Opublikował też liczne wiersze i drobne utwory, wydane przez spadkobierców w kilku tomach.

## Wędrówka na Zachód

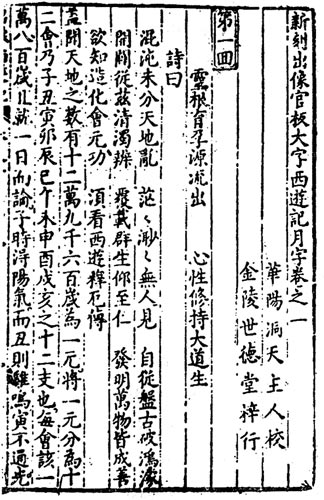
Strona z najstarszego, odbitego techniką drzeworytniczą wydania Xiyouji

Xiyouji to fantastyczna opowieść o mnichu Xuanzangu, który wyrusza z Chin do Indii, by przywieźć święte pisma buddyjskie. W drodze towarzyszą i ochraniają go cztery magiczne postacie, dla których jest to sposób na odkupienie grzechów: Zhu Bajie, Świnia (dawny generał armii niebios), inny generał niebiański w postaci przerażającego mnicha – Sha Wujing, Koń – książę smoków, i przede wszystkim, Małpi Król – Sun Wukong. Ten ostatni, posiadający niebywałe siły magiczne (i za ich nadużywanie skazany na uwięzienie przez Nefrytowego Cesarza) jest najważniejszym towarzyszem Xuanzanga i wielokrotnie ratuje go z opresji; jako postać niezwykle barwna jest bohaterem wielu opowieści, oper i filmów, opartych na Wędrówce na Zachód.
Xiyouji jest oparta na prawdziwej wędrówce, jaką Xuanzang odbył po sutry buddyjskie za czasów dynastii Tang. Powieść jednak ma charakter fantastyczny, bohaterowie zmagają się z demonami i innymi bytami nadprzyrodzonymi; jest bardzo silnie zakorzeniona w folklorze taoistycznym i buddyjskim i w tradycji ustnych opowiadań; wykazuje też elementy satyry społecznej. Wielokrotnie wznawiana, jest bardzo popularną lekturą w Chinach, a dzięki licznym przekładom i ekranizacjom jest dobrze znana także poza granicami Chin.
Przekład polski (TOM I): T. Żbikowski, Małpi bunt, Warszawa, 1976, Czytelnik (wybór).

Przekład polski (TOM II): T. Żbikowski, Wędrówka na Zachód, Warszawa, 1984, Czytelnik (wybór).